# Hydrobasileus brevistylus
Hydrobasileus brevistylus är en trollsländeart som först beskrevs av Brauer 1865.  Hydrobasileus brevistylus ingår i släktet Hydrobasileus och familjen segeltrollsländor. Inga underarter finns listade i Catalogue of Life.